# ایسکار
ایسکار (به اسپانیایی: Íscar) یک شهرستان در اسپانیا است که در استان وایادولید واقع شده‌است.